# Cong Xuedi
Cong Xuedi (chiń. upr. 丛学娣; chiń. trad. 叢學娣; pinyin Cóng Xuédì; ur. 13 maja 1963 w Szanghaju) – chińska koszykarka, występująca na pozycji rozgrywającej, reprezentantka kraju, multimedalistka międzynarodowych imprez koszykarskich, po zakończeniu kariery zawodniczej trenerka koszykarska.

## Osiągnięcia
Na podstawie, o ile nie zaznaczono inaczej.

### Reprezentacja
Drużynowe
- Mistrzyni igrzysk azjatyckich (1986)[3]
- Wicemistrzyni olimpijska (1992)[4]
- Brązowa medalistka olimpijska (1984)[5]
- Uczestniczka:
  - igrzysk olimpijskich (1984, 1988 – 6. miejsce, 1992)[6][7][8]
  - mistrzostw świata (1986 – 5. miejsce)[9]
  - kwalifikacji olimpijskich (1984 – 1. miejsce, 1988 – 3. miejsce)[10][11]

Indywidualne
- Liderka igrzysk olimpijskich w skuteczności rzutów za 3 punkty (1992 – 57,7%)[12]

### Trenerskie
- Mistrzostwa świata U-19 kobiet (2015 – 7. miejsce, 2017 – 7. miejsce, 2019 – 5. miejsce)